# Félix Léonnec
Pour les articles homonymes, voir Léonnec.
Félix Louis René Léonnec, né le 17 octobre 1872 à Brest et mort le 9 mars 1942 à Cambo-les-Bains, est un romancier, scénariste et réalisateur français. 
Il est le fils du caricaturiste Paul Léonnec (1842-1899) ainsi que le frère de l'illustrateur Georges Léonnec (1881-1940) et de l'actrice Janik Léonnec.

## Biographie
Il est toujours en vie lorsque son frère Georges est inhumé, en octobre 1940.

## Filmographie

### Comme acteur
- 1917 : Anana antiféministe [réalisateur anonyme]

### Comme scénariste
- 1911 : L'Inutile sacrifice, de Clément Maurice
- 1916 : Rigadin avance l'heure, court-métrage de Georges Monca
- 1916 : Rigadin professeur de dance, court-métrage de Georges Monca
- 1916 : De l'amour à la mort, d'Armand Bour
- 1916 : Sous les phares, d'André Hugon
- 1917 : Ô Paris gai séjour, de Robert Mistréo
- 1917 : Les Surprises d'Anana, de Robert Mistréo
- 1921 : Lily Vertu, film en 5 épisodes de Daniel Bompard
- 1923 : Le Taxi 313-X-7, de Pierre Colombier

### Comme réalisateur
- 1914 : La Princesse maudite, court-métrage
- 1917 : Madame Cicéron, avocate, court-métrage
- 1918 : La Trouvaille de Monsieur Sansonnet, court-métrage
- 1920 : Le Trésor de Kériolet, d'après le roman de Jean Pellerin
- 1926 : Le Noël du mousse, court-métrage

### Comme scénariste et réalisateur
- 1917 : Les Pieds de Damoclès, court-métrage
- 1919 : Ténébras, film en 5 épisodes co-réalisé avec Louis Paglieri
- 1922 : L'Amie d'enfance